# 克雷格列表

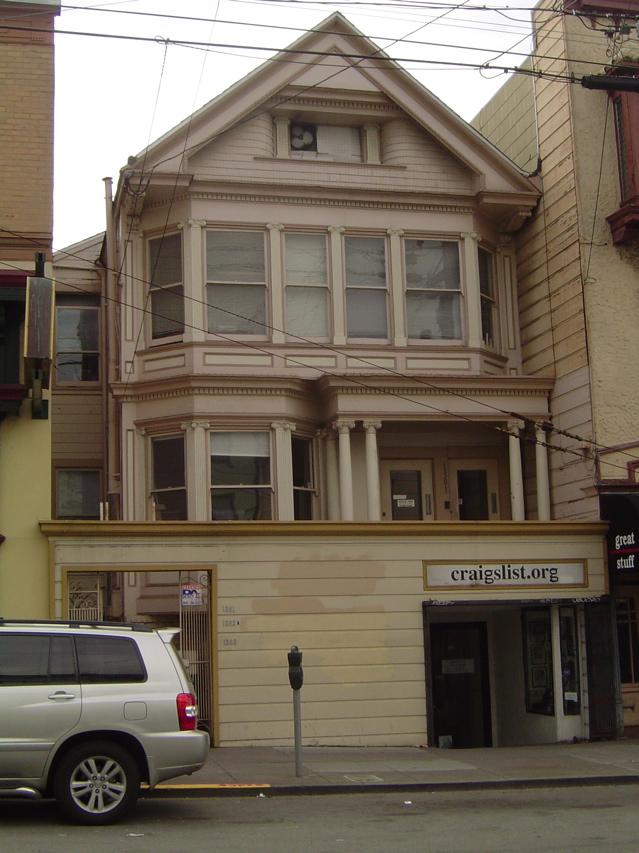
Craigslist 总部，位于美国旧金山日落区

克雷格列表（英語：Craigslist）是一個網上大型免費分類廣告網站，但在某些城市的徵才廣告需付費，這也是這網路公司的主要收入。這項服務於1995年由Craig Newmark於美國三藩市灣區創辦。自從1999年成立獨立公司後，Craigslist於2000年擴展至美國另外9個城市。截至2007年9月，Craigslist已在50個國家共450城市提供服務。

## 延伸閲讀
- Gale Directory of Company Histories, "craigslist" (2007) online

## 外部連結
- Craigslist網站（页面存档备份，存于）